# Edmond de Goncourt
Edmond Huot de Goncourt (Nancy, 26 maggio 1822 – Champrosay, 16 luglio 1896) è stato uno scrittore e critico letterario francese.

## Biografia
Amico di celebri letterati come Gustave Flaubert, Alphonse Daudet e Émile Zola, acquisì notorietà con le sue opere, ascrivibili alla corrente del naturalismo. Si considera l'opera di Edmond strettamente legata al fratello Jules, insieme composero il famoso Journal, nel quale raccolsero tutte le confidenze e gli eventi di amici scrittori e non dal 1851. Contemporaneamente si impegnano alle collezioni d'arte e a certosine indagini storiche sui costumi e sull'arte del passato, nonché opere di saggio storico.
I successivi lavori furono studi di ambienti sociali o di deviazioni psicologiche, descriventi la giovane borghesia, i poveracci, gli artisti e i mistici. Goncourt manifestò dei sentimenti di avversione alla Terza Repubblica e, come il fratello, un certo antisemitismo.
Fu l'ideatore dell'Académie Goncourt, istituita dopo la sua morte in onore dell'opera dei de Goncourt e, in particolare, del fratello e collaboratore Jules de Goncourt, deceduto di sifilide nel 1870. Dal 1903 l'Académie premia, ogni mese di dicembre, "la migliore opera in prosa dell'anno" con il Premio Goncourt, un riconoscimento che costituisce uno dei più prestigiosi premi della letteratura francese. Edmond de Goncourt, morto di embolia polmonare nel 1896, è sepolto nel cimitero di Montmartre, a Parigi, nella stessa tomba del fratello Jules.

## Opere

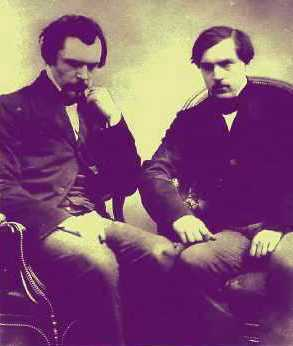
Edmond e Jules de Goncourt

### Scritte con Jules de Goncourt
- Histoire de la société française pendant la Révolution, 1854.
- Histoire de la société française pendant le Directoire, 1855.
- Portraits intimes du Dixhuitième siècle, 1857-1858.
- Storia di Maria Antonietta (Histoire de Marie Antoinette, 1858), a cura di Francesca Sgorbati Bosi, Collana La nuova diagonale n.117, Palermo, Sellerio, 2017, ISBN 978-88-389-3665-4.
- L'art du dix-huitième siècle, 1859-1870.
- Les maîtresses de Louis XV, 1860.
  -  Madame du Barry, traduzione di L. Moscardini, Collana Ritratti, Roma, Castelvecchi, 2015, ISBN 978-88-6944-156-1.
- Charles Demailly, 1860.
- Sœur Philomène, 1861.
- Renée Mauperin, 1864.
  -  Renata Mauperin, collana Piccola Collezione Amena, traduzione di Carlo Petitti e Gaetano Miranda, prefazione di Émile Zola, vol. 1, Napoli, E.Pietrocola, 1888, SBN BRI0450584. vol. 2, SBN VIA0208218.
- Germinie Lacerteux, 1865.
- Idées et sensations, 1866.
- Manette Salomon (1867), a cura di D. Campo, Edicampus, 2014, ISBN 978-88-97591-18-4.
- Madame Gervaisais, 1869.
- La donna nel XVIII secolo (La Femme au dix-huitième siécle, 1887), a cura di Francesca Sgorbati Bosi, Collana La nuova diagonale n.83, Palermo, Sellerio, 2005, ISBN 978-88-389-2442-2.
- Madame de Pompadour (1888), traduzione di Alessandro Predolin, Collana Ritratto, Roma, Castelvecchi, 2014.
- La casa di un artista, Palermo, Sellerio, 2005, ISBN 88-389-2087-7.
- Il Diario. Memorie di vita letteraria (1851-1896), Milano, Garzanti, 1965, ISBN 88-11-58482-5.
- Journal. Memorie di vita letteraria. Volume primo (1851-1870), 3 tomi, a cura di Vito Sorbello, Torino, Nino Aragno, 2007, ISBN 978-88-8419-317-9.
- Journal. Memorie di vita letteraria. Volume secondo (1871-1896), 4 tomi, a cura di Vito Sorbello, Nino Aragno, 2009, ISBN 978-88-8419-407-7.
- L'assedio e la Comune. Parigi 1870-1871, Collana Biblioteca, Torino, Nino Aragno, 2017, ISBN 978-88-8419-840-2.
- La civile indiscrezione, Torino, Nino Aragno, 2021, ISBN 9788893801089.

### Scritte da solo
- La Fille Élisa, 1877.
- I Fratelli Zemganno (Les Frères Zemganno), 1879.
- La casa di un artista (La Maison d'un Artiste, 2 tomi, 1881), a cura di Barbara Briganti, Collana La nuova diagonale n.58, Palermo, Sellerio, 2005, ISBN 978-88-389-2087-5.
- Le Faustin, 1882.
- Chérie, 1884.
- (FR) Italie d'hier, Paris, G. Charpentier et E. Fasquelle, 1894. URL consultato il 25 maggio 2016.

### Monografie
- Outamaro, le peintre des maisons vertes, 1891.
- Hokusai, 1896.